# Olivier Wieviorka
Pour les articles homonymes, voir Wieviorka.
 (août 2023).
Olivier Wieviorka, né le 2 février 1960 à Enghien-les-Bains (Seine-et-Oise), est un historien et universitaire français, spécialiste de l'histoire de la Seconde Guerre mondiale. Il est professeur à l'École normale supérieure Paris-Saclay depuis 2000.

## Biographie

### Famille
Olivier est le frère d'Annette Wieviorka, Sylvie Wieviorka et Michel Wieviorka.
Ses grands-parents paternels, Juifs polonais, furent arrêtés à Nice pendant la Seconde Guerre mondiale et sont morts à Auschwitz. Le grand-père, Wolf Wiewiorka, est né le 10 mars 1896 à Mińsk Mazowiecki. La grand-mère, Rosa Wiewiorka, née Feldman, est née le 10 août 1897 à Siedlce. Leur dernière adresse à Nice est au 16, rue Reine-Jeanne. Ils sont déportés par le convoi no 61, en date du 28 octobre 1943, du Camp de Drancy vers Auschwitz. Ils sont détenus auparavant au Camp de Beaune-la-Rolande. Son père, réfugié en Suisse, et sa mère, fille d’un tailleur parisien, réfugiée à Grenoble, survécurent à la guerre,.

### Études supérieures
Élève de l'École normale supérieure de Saint-Cloud (1980-1984), diplômé de la section Service public de l'Institut d'études politiques de Paris (IEP) (1982), agrégé d'histoire (1984), titulaire d'un diplôme d'études approfondies (DEA) d'Histoire du xxe siècle à l'IEP de Paris (1985), il a été normalien doctorant à l'université d'Orléans (1985-1987), boursier puis pensionnaire de la Fondation Thiers (1988-1992).
Il soutient une thèse de doctorat, Destins d’un mouvement de résistance : Défense de la France, à l'université Paris I en 1992 sous la direction d'Antoine Prost. Son ouvrage intitulé Vichysme, attentisme, résistances (1940-1945), parrainé par Jean-Pierre Azéma, en 1999, lui a permis de détenir l'habilitation à diriger des recherches.

### Carrière universitaire
Olivier Wieviorka commence sa carrière universitaire en tant que maître de conférences à Valenciennes au sein de l'université de Valenciennes et du Hainaut-Cambrésis (1993-1996) puis à l'École normale supérieure de Fontenay-Saint-Cloud (1996-2000). Il est chargé de conférences à Institut d'études politiques de Paris (1989-2009).
Il est professeur à l'École normale supérieure de Cachan depuis 2000 et a été entre octobre 2011 et octobre 2016, membre senior de l'Institut universitaire de France.

### Activités de recherche et éditoriales
Olivier Wieviorka est un spécialiste de la Seconde Guerre mondiale, auteur d'ouvrages de références sur cette période.
Il est rédacteur en chef de la revue Vingtième siècle (2004-2014), membre du Comité de rédaction de la revue L'Histoire, et collabore également au cahier Livres du journal Libération.
Son dernier ouvrage, paru en août 2023, Histoire totale de la Seconde Guerre mondiale est présenté dans le supplément littéraire du 20 août 2023 du Monde comme une somme de données et une approche hors du commun des faits du dernier conflit mondial.

### Documentaire à la télévision publique
En 2024, il écrit avec David Korn-Brzoza Indochine, une guerre oubliée, documentaire qui raconte la guerre d’Indochine en vantant l’immense popularité du maréchal de Lattre de Tassigny et la très grande efficacité de son action pour sauver l’Indochine de la menace communiste. Ensuite, le départ français est suivi d’un « exode massif de Vietnamiens fuyant le joug communiste ».

## Publications
- Les Libérations de la France, en collab. avec Jean-Pierre Azéma, La Martinière, 1993, 293 p.
- Méthode pour le commentaire et la dissertation historiques, en collab. avec Vincent Milliot, Nathan, collection 128, 1994, 128 p., éditions révisées, 2001, 2008, 128 p.
- Nous entrerons dans la carrière. De la Résistance à l’exercice du pouvoir, Seuil, 1994, 451 p.
- La France du XXe siècle, en collab. avec Christophe Prochasson, Points-Seuil, 1994, 734 p.; éd. révisée et augmentée, 2004, 766 p.
- Vichy 1940-1944, (en collaboration avec Jean-Pierre Azéma), Perrin, 1997, 280 p., rééd. sans illustrations, Perrin, 2000, 374 p., rééd. en format poche, coll. Tempus, 2004, 374 p.
- Une certaine idée de la Résistance, Seuil, 1998 - rééd. 2010, 487 p.
- Les orphelins de la République : destinées des députés et des sénateurs français, 1940-1945, Paris, Seuil, 2015[9]
- (en) Surviving Hitler and Mussolini, en coll. avec Robert Gildea et Anette Warring, (dir.), Berg, 2006, 244 p.
- Histoire du Débarquement en Normandie, Des origines à la libération de Paris, Seuil, 2006, 448 p., rééd. 2014 (traduit en italien, en espagnol et en anglais)
- La Mémoire désunie : Le souvenir politique des années sombres, de la Libération à nos jours, Seuil, 2010, 303 p. (trad. américaine, Stanford UP, 2012)
- Histoire de la Résistance : 1940-1945, Paris, Perrin, 2013, 574 p. (ISBN 978-2-262-02799-5) (prix François-Joseph Audiffred de l’Académie des Sciences Morales et politiques, novembre 2013, prix Eugène-Colas de l'Académie française, juin 2014)
- Avec Julie le Gac, Anne-Laure Ollivier, Raphaël Spina : La France en chiffres, 2015, éditeur : Perrin (Prix du Document l'Express 2015),  (ISBN 2262027412)
- Sous la direction de Jean Lopez et Olivier Wieviorka, Les mythes de la Seconde Guerre mondiale, Perrin, 2015.
- Une histoire de la Résistance en Europe occidentale, Perrin, 2017, 476 pages (prix du livre d'histoire de l'Europe 2018)
- Michel Winock et Olivier Wieviorka (dir.), Les lieux de l'histoire de France, Perrin, 2017, 494 p.
- Sous la direction de Jean Lopez et Olivier Wieviorka, Les mythes de la Seconde Guerre mondiale, vol. 2, Perrin, 2017.
- Sous la direction de Hervé Drévillon et Olivier Wieviorka, Histoire militaire de la France, Perrin/Ministère des armées, 2018, deux volumes.
- Sous la direction de Nicola Labanca, David Reynolds et Olivier Wieviorka, La Guerre du Désert, 1940-1943, Perrin, 2019.
- Avec Jean Lopez, Les grandes erreurs de la Seconde Guerre mondiale, Perrin, 2020, 320 p.  (ISBN 978-2262081348)
- Histoire totale de la Seconde Guerre mondiale, Perrin/Ministère des armées, août 2023, 1 072 p.  (ISBN 978-2-262-07993-2)[5].
- Avec Cyriac Allard, Le Débarquement. Son histoire par l'infographie, Seuil, 2024.

## Filmographie
- 2016, Après Hitler, coréalisé avec David Korn-Brzoza, avec la voix de Vincent Lindon.